# Felix Baldauf
Felix Baldauf (né le 22 octobre 1994 à Köthen en Allemagne) est un lutteur norvégien, spécialiste de lutte gréco-romaine.
Il remporte la médaille d'or lors des Championnats d'Europe 2017 dans la catégorie des moins de 98 kg.
Il est médaillé de bronze des moins de 97 kg aux Jeux européens de 2019 à Minsk.